# Philippe Louviot
Philippe Louviot, nacido en Nogent-sur-Marne el 14 de marzo de 1964, es un ciclista profesional francés que fue profesional desde el año 1986 al 1995.

## Palmarés
1985
- Tour de Bretaña, más 1 etapa

1988
- 1 etapa del Tour del Porvenir

1990
- Campeón de Francia de ciclismo en ruta

1992
- 1 etapa de la Bicicleta Vasca

## Resultados en Grandes Vueltas y Campeonato del Mundo
Durante su carrera deportiva ha conseguido los siguientes puestos en las Grandes Vueltas y en los Campeonatos del Mundo en carretera:
| Carrera         | 1986 | 1987 | 1988 | 1989 | 1990 | 1991 | 1992 | 1993 | 1994 | 1995 |
| --------------- | ---- | ---- | ---- | ---- | ---- | ---- | ---- | ---- | ---- | ---- |
| Giro de Italia  | -    | -    | -    | -    | -    | -    | -    | -    | -    | -    |
| Tour de Francia | -    | -    | -    | 59°  | 47°  | 44°  | 57°  | 64°  | 74°  | -    |
| Vuelta a España | -    | -    | -    | -    | 48.º | -    | -    | -    | -    | Ab.  |
| Mundial en Ruta | -    | -    | -    | -    | -    | -    | -    | -    | -    | -    |

-: no participa